# Ireneusz Krzemiński
Ireneusz Krzemiński (ur. 22 czerwca 1949 w Ciechanowie) – polski socjolog, profesor nauk humanistycznych.

## Życiorys
W 1972 ukończył socjologię na Uniwersytecie Warszawskim. W 1980 uzyskał stopień doktora na podstawie pracy pt. Kontrowersje wokół kontynuacji myśli teoretycznej G.H. Meada i meta-teoretyczne problemy współczesnej socjologii. Promotorem jego doktoratu był profesor Stefan Nowak. W 1993 habilitował się w oparciu o dorobek naukowy oraz publikację zatytułowaną Co się dzieje między ludźmi? Analiza teorii interakcji społecznych. W 2013 otrzymał tytuł profesora nauk humanistycznych.
Od 1972 związany zawodowo z Instytutem Socjologii UW. W 1996 objął na tej uczelni stanowisko profesora. W latach 1997–1998 był profesorem Uniwersytetu Gdańskiego. W okresie 2001–2002 pełnił funkcję rektora Wyższej Szkoły Zarządzania Personelem, później był prorektorem Wyższej Szkoły Komunikowania i Mediów Społecznych im. Jerzego Giedroycia. Został też wykładowcą na Uniwersytecie Warmińsko-Mazurskim w Olsztynie.
Został członkiem zarządu polskiego PEN Clubu. Był związany ze środowiskiem gdańskich liberałów. Na początku lat 90. należał do Kongresu Liberalno-Demokratycznego, bez powodzenia w 1991 kandydował z listy tej partii do Sejmu.
Autor licznych publikacji dotyczących procesów zachodzących w społeczeństwach demokratycznych i komentator bieżących procesów politycznych w Polsce. Zajął się tematyką antysemityzmu we współczesnej Polsce, w Instytucie Socjologii UW kierował projektem poświęconym sytuacji mniejszości seksualnych w Polsce w świetle badań empirycznych. W 2002 został członkiem Rady Konsultacyjnej Centrum Monitoringu Wolności Prasy Stowarzyszenia Dziennikarzy Polskich. Autor artykułów w „Przeglądzie Politycznym”, a także w „Tygodniku Powszechnym”, „Gazecie Wyborczej”, „Rzeczpospolitej” i magazynie „Nigdy Więcej”. Został też członkiem rady programowej stowarzyszenia Otwarta Rzeczpospolita.

## Odznaczenia i wyróżnienia
Odznaczony Krzyżem Kawalerskim Orderu Odrodzenia Polski (2015). Wyróżniony Nagrodą Polskiego PEN Clubu im. Jana Strzeleckiego (1992).

## Życie prywatne
W grudniu 2010 na łamach czasopisma „Replika” publicznie potwierdził, że jest gejem. W lipcu 2010 informację tę podał za jego zgodą, cytując jego wypowiedź, „The New York Times”.

## Wybrane publikacje
Autor i współautor
- Symboliczny interakcjonizm i socjologia, 1986.
- Co się dzieje między ludźmi?, 1992.
- Solidarność. Projekt polskiej demokracji, 1997.
- Druga rewolucja w małym mieście. Zmiana ustrojowa w oczach mieszkańców Mławy i Szczecinka (wspólnie z Pawłem Śpiewakiem), 2001.
- Solidarność. Niespełniony projekt polskiej demokracji, 2013[8].

Redaktor prac zbiorowych
- Polacy – jesień 1980, 1983.
- Wolność, równość, odmienność. Nowe ruchy społeczne w Polsce początku XXI wieku, 2006.
- Czego nas uczy Radio Maryja? Socjologia treści i recepcji rozgłośni, 2009.
- Naznaczeni. Mniejszości seksualne w Polsce, 2009.
- Solidarność. Doświadczenie i pamięć, 2010[9].